# Meir Kotik
Meir Kotik (n. 1908, Basarabia, Imperiul Rus – d. 2003) a fost un evreu basarabean, jurist (istoric al dreptului), publicist și jurnalist israelian, cunoscut pentru lucrările sale despre istoria acuzațiilor de omoruri rituale a evreilor și cea a persecuției administrative a acestui grup.

## Biografie
S-a născut în colonia evreiască Mărculești (acum în raionul Florești, Republica Moldova) din ținutul Soroca, gubernia Basarabia, (Imperiul Rus), în familia lui Luser Kotik. A studiat la Universitatea liberă din Bruxelles, mai întâi filosofia și filologia, apoi a susținut doctoratul în jurisprudență. A fost implicat în cercetări istorice ale legilor antisemite din diferite țări, precum și acuzațiilor de omor ritual. A fost secretar al partidului muncitoresc social-democrat evreiesc Poalei Sion și editor al revistei sale oficiale, vicepreședinte al Organizației mondiale sioniste, ulterior președinte al filialei sale palestiniene.
În martie 1941 a emigrat în Palestina sub mandat britanic, unde a organizat un birou de avocatură. A servit ca emisar al Mișcării muncitoare sioniste mondiale din Europa, președinte al Asociației repatriaților din România, membru al prezidiului Consiliului mondial al evreilor basarabeni.
A început să publice în idiș la mijlocul anilor 1930. În 1937 cartea sa דער ערדער יידישער וועלט־קאנגרעס: אפשאצונגען און פערספעקטיוו („Primul Congres sionist mondial: evaluare și perspective”) a fost publicată la Paris și New York. Ulterior, a publicat în ebraică, astfel, a publicat o carte despre tragedia comunității evreiești din timpul celui de-al doilea război mondial (1944), împreună cu Leib Kuperstein, în memoria locuitorilor din Mărculești (1977). Cea mai faimoasă a fost o serie de monografii despre studii legate de antisemitism: Procesul lui Schwarzbard (1972), Cazul Beilis (1978), Afacerea Dreyfus (1982), Procesul Slánský (1987), „Judecată și pedeapsă” (Joseph Oppenheimer, Afacerea Damasc, Cazul Leo Frank, 1990), „Vinovat fără vinovăție: închisori în umbra antisemitismului” (1992).